# Дивовижна береза
«Дивовижна береза» — фінська казка. За класифікацією казок Аарне-Томпсона тип казки — 510A (Попелюшка) — переслідувана героїня. У ній використовуються мотиви зміни форми. Ендрю Ленг включив його до «Червоної книги казок».

## Сюжет
Селянка зустрічає відьму, яка погрожує перетворити її, якщо вона щось зробить. Вона не робить забороненого, але відьма все одно перетворює її на вівцю. Відьма набуває вигляду селянки й повертається додому до її чоловіка. Через деякий час вона народжує йому доньку. Відьма пестить і балує власну доньку, а з падчеркою, донькою селянина від його дружини-вівці, поводиться жорстоко.
Відьма-мачуха наказує чоловікові зарізати вівцю, поки вона не втекла. Він погоджується, але її падчерка чує і біжить до вівці, плачучи. Мати каже їй, щоб вона не їла нічого, зробленого з її тіла, а закопала кістки. Вона так і робить, і на могилі виростає береза.
Король влаштовує свято, запрошує всіх, а відьма проганяє чоловіка з молодшою донькою, кидає у вогнище повний горщик ячмінних зерен, а старшій падчерці каже, що якщо вона не вибере з попелу ячмінні зерна, то їй буде гірше. Береза просить її вдарити по вогнищу однією зі своїх гілок, яка сортує їх, а потім чарівним чином купає і одягає її. Потім береза каже доньці йти в поле і свистіти, щоб з'явився кінь, частково золотий, частково срібний, а частково з дорогоцінних каменів, щоб відвезти її до замку. Після цього дівчина потрапляє на свято.
Королівський син закохується в неї і садить біля себе, але відьмина дочка гризе кістки під столом, і королівський син, думаючи, що вона собака, дає їй такого стусана, щоб вона не підходила, що їй ламають руку. Він мастить дьогтем дверну клямку, і коли пасербиця виходить, її мідний перстень зачіпається за неї. Повернувшись додому, відьма розповідає пасербиці, що королівський син закохався в її доньку і носить її на руках, тільки впустив її і зламав руку.
Король влаштовує чергове свято. Відьма намагається відволікти пасербицю, кидаючи у вогнище конопляне насіння, але пасербиця, за допомогою берези, йде на свято, як і раніше. Цього разу королівський син ламає доньці відьми ногу, а дверний стовп вимащує дьогтем, щоб зачепився срібний перстень пасербиці.
Король влаштовує третє свято. Відьма намагається відволікти пасербицю, кидаючи молоко на вогнище, але пасербиця, з допомогою берези, як і раніше, йде на свято. Цього разу королівський син вибиває око доньці відьми, а поріг вимащує дьогтем, щоб зачепився один із її золотих черевичків.
Королівський син вирушає на пошуки дівчини за допомогою персня, каблучки та черевичка, щоб дізнатися, хто вона така. Коли він вже збирався приміряти їх на пасербицю, втручається відьма і одягає їх на свою доньку. Принц забрав і дочку, і пасербицю, і коли вони підійшли до річки, пасербиця прошепотіла королевичу, щоб він не забирав у неї срібло і золото. Він перекидає дочку відьми через річку, щоб вона слугувала мостом, і вони з пасербицею переправляються, а він бере її собі за наречену. Потім вони йдуть до чарівної берези і отримують від неї скарби та подарунки. Незабаром дерево зникає. Простягнувшись у своєму горі, як міст, молодша сестра бажає, щоб з її пупка виросло порожнисте золоте стебло, щоб мати могла її впізнати. І ось на мосту з неї виростає порожнисте золоте стебло.

Згодом зведена сестра народжує сина. Відьма, почувши про це і вважаючи, що це її дочка, йде до замку, і по дорозі, побачивши золоте стебло, збирається його відрізати. Дочка кричить, щоб вона не різала їй пуп, і що вона — це міст. Відьма поспішає до замку, перетворює пасербицю на оленя, і замінює її своєю дочкою.

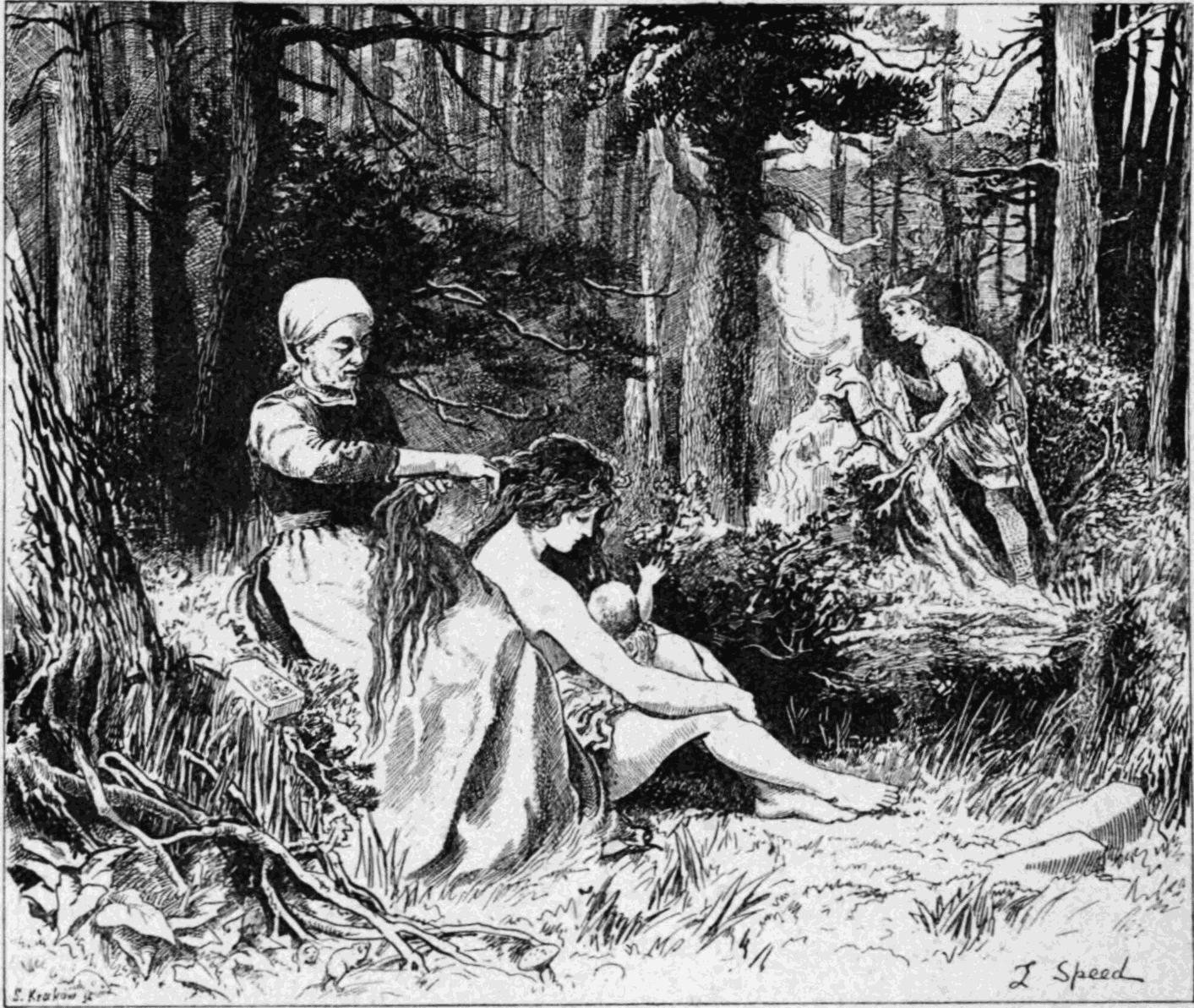
«Дивовижна береза» Генрі Джастіса Форда (1890)

Стара вдова розповідає королю, що його дружина перебуває в лісі в образі оленя, а його теперішня дружина — дочка відьми. Коли він запитує, як він може її повернути, вдова каже, щоб він дозволив їй забрати дитину до лісу. Коли вона йде туди, відьма заперечує, але принц наполягає на тому, щоб вона взяла дитину. У лісі вдова співає оленю, який приходить і вигодовує її дитину, і каже жінці принести його знову наступного дня.
Наступного дня відьма знову заперечує, але вдова, як і раніше, відводить дитину до оленя. Дитина стає надзвичайно красивою, і її батько запитує вдову, чи можливо, щоб його дружина повернула собі людську подобу. Вдова не знає, але каже йому йти до лісу, і коли олень скине шкуру, він має спалити її, поки вона шукатиме голову його дружини.
Все це зроблено, і вона знову набуває людської подоби; але, не бажаючи, щоб її бачили голою, вона перетворюється на прядку, пральний чан і веретено, які її чоловік знищує, поки вона знову не стане людиною. Повернувшись до замку, він наказує розпалити під ванною величезне вогнище з дьогтем, а підхід до нього застелити коричневою і блакитною тканиною. Потім він запрошує доньку відьми прийняти ванну. Вона та її мати, переступаючи через тканину, падають на глибину трьох сажнів у вогонь і дьоготь на смерть. Помираюча відьма накладає прокляття на все людство.
У фіналі версії цієї казки Ендрю Ланга, після того, як пасербицю перетворили на людину, після того, як вона попросила, щоб її не з'їли, відьма та її дочка тікають, і якщо вони не зупинилися, то, напевно, вже стали дуже старими. Старша пасербиця, принц і син живуть довго і щасливо.